# Toda Vez Que Você Me Vê
"Toda Vez que Você me Vê" é uma canção da banda brasileira de rock Palavrantiga. O single marca o retorno do grupo após um hiato de quatro anos.

## Faixa
| N.º | Título                    | Compositor(es) | Duração |  |
| 1.  | "Toda Vez que Você me Vê" | Marcos Almeida | 3:40    |  |

## Ficha técnica
Banda
- Marcos Almeida - vocais, guitarra
- Johnny Essi - teclado
- Gabriel Vicente - guitarra
- Felipe Vieira - baixo
- Raysllan Naydell - bateria